# Gregory (Name)
Gregory bzw. Grégory  ist als Variante von Gregor ein männlicher Vorname und ein Familienname.

## Namensträger

### Familienname

#### A
- Adam Gregory (Musiker) (* 1985), kanadischer Country-Musiker
- Adam Gregory (Schauspieler) (* 1987), US-amerikanischer Schauspieler
- Affonso Felippe Gregory (1930–2008), römisch-katholischer Bischof von Imperatriz
- Alex Gregory (* 1984), britischer Ruderer
- Alfred Gregory (1913–2010), britischer Fotograf und Bergsteiger
- André Gregory (* 1934), US-amerikanischer Theaterregisseur, Autor und Schauspieler.
- Andrew Gregory (* 1976/77), australischer Filmproduzent
- Anita Gregory (1925–1984), britische Parapsychologin
- Arthur von Gregory (1859–1923), deutscher Generalleutnant
- Augustus Gregory (1819–1905), englischer Entdecker

#### B
- Benji Gregory (1978–2024), US-amerikanischer Schauspieler
- Bernard Gregory (1919–1977), französischer Physiker und Generaldirektor des CERN sowie des CNRS
- Bernhard Gregory (1879–1939), deutscher Schachmeister
- Bertie Gregory (* 1993), britischer Wildlife-Filmemacher, Filmproduzent und National Geographic Explorer
- Bill Gregory (* 1949), US-amerikanischer American-Football-Spieler
- Bob Gregory (Comickünstler) (1921–2003), US-amerikanischer Comicautor und -zeichner
- Bob Gregory (Politiker) (* 1936), australischer Politiker
- Brad Stephan Gregory (* 1963), US-amerikanischer Historiker

#### C
- Caspar René Gregory (1846–1917), deutschamerikanischer Theologe
- Christian Friedrich von Gregory (1757–1834), deutscher Kaufmann und Bankier sowie kurfürstlich sächsischer Hofkammerrat
- Christopher Clive Langton Gregory (1892–1964), britischer Astronom und Kosmologe
- Claude Grégory (1921–2010), französischer Verlagsleiter und Enzyklopädist, Gründer der Encyclopædia Universalis
- Colin Gregory (1903–1959), britischer Tennisspieler
- Cynthia Gregory (* 1946), US-amerikanische Balletttänzerin

#### D
- Daryl Gregory (* 1965), US-amerikanischer Autor
- Dave Gregory (Cricketspieler) (1845–1919), australischer Cricketspieler
- Dave Gregory (Musiker) (* 1952), britischer Gitarrist
- David Gregory (Historiker) (1696–1767), englischer Historiker und Kleriker
- David Gregory (Mathematiker) (1659–1708), schottischer Mathematiker
- David Gregory (Fußballspieler, 1951) (* 1951), englischer Fußballspieler
- David Gregory (Fußballspieler, 1960) (* 1960), englischer Fußballspieler
- David Gregory (Fußballspieler, 1970) (* 1970), englischer Fußballspieler
- David Gregory (Journalist) (* 1970), US-amerikanischer Journalist
- David A. Gregory (* 1985), US-amerikanischer Schauspieler
- David William Gregory (1845–1919), australischer Cricketspieler, siehe Dave Gregory (Cricketspieler)
- Derek Gregory (* 1951), britisch-kanadischer Geograph
- Dick Gregory (1932–2017), US-amerikanischer Comedian, Aktivist, Gesellschaftskritiker und Unternehmer
- Dino Gregory (* 1989), US-amerikanischer Basketballspieler
- Dorian Gregory (* 1971), US-amerikanischer Schauspieler
- Doug Gregory († 2015), britischer Jagdflieger, Weltkriegsveteran und Stuntpilot
- Dudley S. Gregory (1800–1874), US-amerikanischer Politiker
- Duncan Gregory (1813–1844), schottischer Mathematiker

#### E
- Eliza Standerwick Gregory (1840–1932), britische Botanikerin
- Elizabeth Gregory (1901–1983), neuseeländische Professorin für Hauswirtschaftslehre
- Elvis Gregory (* 1971), kubanischer Fechter
- Ernie Gregory (1921–2012), englischer Fußballspieler

#### F
- Francis Thomas Gregory (1821–1888), australischer Entdeckungsreisender und Politiker
- Frederick Gregory (Historiker) (* 1942), US-amerikanischer Historiker
- Frederick D. Gregory (* 1941), US-amerikanischer Astronaut
- Frederick Gugenheim Gregory (1893–1961), britischer Pflanzenphysiologe
- Friedrich von Gregory (1900–1986), deutscher Jurist, Verbandsfunktionär und Politiker (NSDAP)

#### G
- George Gregory (Politiker) (1670–1746), englischer Politiker
- George Gregory (Geistlicher) (1754–1808), britischer Autor und Geistlicher
- George Gregory (Mediziner) (1790–1853), britischer Arzt
- George Gregory (Maler) (1849–1938), britischer Maler
- George Gregory (Fußballspieler) (1873–??), englischer Fußballspieler
- George Gregory (Cricketspieler) (1878–1958), englischer Cricketspieler
- George Gregory (Basketballspieler) (1906–1994), US-amerikanischer Basketballspieler
- George Gregory (Richter) (1921–2003), US-amerikanischer Richter
- George Burrow Gregory (1813–1893), britischer Politiker
- George C. Gregory (1878–1956), US-amerikanischer Anwalt, Geschäftsmann, Historiker und Autor
- George Frederick Thompson Gregory (1916–1973), kanadischer Politiker
- George S. Gregory (1846–??), US-amerikanischer Politiker
- George W. Gregory (1879–1946), US-amerikanischer American-Football-Spieler
- Glenn Gregory (* 1958), englischer Popsänger
- Grace Gregory (1910–1985), US-amerikanische Szenenbildnerin

#### H
- Herbert Ernest Gregory (1869–1952), US-amerikanischer Geologe, Geograph, Lehrer und Museumsdirektor
- Horace Gregory (1898–1982), US-amerikanischer Dichter und Kritiker

#### I
- Isabella Augusta Gregory (1852–1932), irische Dramatikerin und Folkloristin

#### J
- Jack I. Gregory (* 1931), US-amerikanischer General der Air Force im Ruhestand
- James Gregory (Mediziner) (1753–1821), schottischer Wissenschaftler
- James Gregory (Mathematiker) (1638–1675), schottischer Mathematiker und Astronom
- James Gregory (Schauspieler) (1911–2002), amerikanischer Schauspieler
- James Gregory (Schriftsteller) (1941–2003), südafrikanischer Gefängniswärter von Nelson Mandela
- Jane Gregory (1959–2011), britische Dressurreiterin
- Jasmine Gregory (* 1987), amerikanische Künstlerin
- Jean Karen Gregory (* 1958), US-amerikanische Werkstoffwissenschaftlerin
- John Gregory (Mediziner) (1724–1773), schottischer Arzt und Medizinethiker
- John Gregory (Fußballspieler, 1887) (1887–??), englischer Fußballspieler
- John Gregory (Leichtathlet) (1923–2003), britischer Leichtathlet
- John Gregory (Fußballspieler, 1954) (* 1954), englischer Fußballspieler und -trainer
- John Gregory (Fußballspieler, 1977) (* 1977), englischer Fußballtorhüter
- John Duncan Gregory (1878–1951), britischer Diplomat
- John Munford Gregory (1804–1884), US-amerikanischer Politiker (Virginia)
- John Walter Gregory (1864–1932), schottischer Geologe
- Jon Gregory (Filmeditor) († 2021), britischer Filmeditor
- Jon Gregory (Musikproduzent) (* 1971), schottischer Musikproduzent
- Jon Gregory (Wirtschaftswissenschaftler) (* 1971), britischer Wirtschaftswissenschaftler
- Joseph M. Gregory (* 1950), US-amerikanischer Banker
- Joseph Tracy Gregory (1914–2007), US-amerikanischer Paläontologe

#### K
- Karl von Gregory (1899–1955), deutscher Journalist und Diplomat
- Kathy Gregory (* 1945), US-amerikanische Volleyball- und Beachvolleyballspielerin
- Kenny Gregory (* 1978), US-amerikanischer Basketballspiele
- Kimberly Hebert Gregory (* 1973), US-amerikanische Schauspielerin
- Kritteka Gregory (* 1990), neuseeländische Badmintonspielerin indischer Herkunft
- Kyle Gregory (* 1962), US-amerikanischer Jazzmusiker

#### L
- Leo Gregory (* 1978), englischer Filmschauspieler
- Leon Gregory (* 1932), australischer Leichtathlet
- Lise Gregory (* 1963), südafrikanische Tennisspielerin
- Lyndam Gregory († 2014), britischer Schauspieler

#### M
- Mark Gregory (1964–2013), italienischer Schauspieler
- Mary Gregory (1856–1908), US-amerikanische Glasmalerin
- Masten Gregory (1932–1985), US-amerikanischer Rennfahrer
- Mena Schemm-Gregory (1976–2013), deutsche Paläontologin
- Michael Gregory (Schauspieler) (* 1944), US-amerikanischer Schauspieler, Synchronsprecher, Personenschützer und Model
- Michael Gregory (Konteradmiral) (* 1945), britischer Konteradmiral
- Michael Gregory Jackson (* 1953), US-amerikanischer Musiker
- Mike Gregory (1956–2022), englischer Dartspieler

#### N
- Noble Jones Gregory (1897–1971), US-amerikanischer Politiker

#### O
- Oana Gregory (* 1996), rumänische Schauspielerin
- Olinthus Gregory (1774–1841), britischer Mathematiker

#### P
- Paul von Gregory (1850–1914), deutscher Generalleutnant
- Paul Gregory (Baseballspieler) (1908–1999), US-amerikanischer Baseballspieler
- Paul Gregory (Schauspieler, 1904) (1904–1942), US-amerikanischer Schauspieler
- Paul Gregory (Produzent) (1920–2015), US-amerikanischer Film- und Theaterproduzent
- Paul Gregory (Schauspieler, II), britischer Schauspieler
- Paul Gregory (Fußballspieler) (* 1961), englischer Fußballspieler
- Paul Gregory (Schauspieler, 1971) (* 1971), britischer Schauspieler
- Paul Gregory (Squashspieler) (* 1968), englischer Squashspieler
- Paul R. Gregory (Paul Roderick Gregory; * 1941), US-amerikanischer Wirtschaftshistoriker
- Phil Gregory (* 1951), britischer Ornithologe
- Philippa Gregory (* 1954), englische Autorin historischer Romane

#### R
- Richard Gregory (1923–2010), britischer Neuropsychologe
- Roberta Gregory (* 1953), US-amerikanische Comicschaffende und Schriftstellerin
- Robin Gregory, Tonmeister
- Roderic Alfred Gregory (1913–1990), britischer Physiologe
- Rogan Gregory (* 1972), US-amerikanischer Modedesigner
- Roman Gregory (* 1971), österreichischer Musiker

#### S
- Scott Gregory (* 1959), US-amerikanischer Eiskunstläufer
- Stefan Gregory, australischer Bühnen- und Filmkomponist
- Stephen Gregory (Schriftsteller) (* 1952), walisischer Schriftsteller
- Stephen Gregory (Schauspieler) (* 1965), US-amerikanischer Schauspieler
- Stephen Gregory, Herausgeber der englischsprachigen Ausgabe der Epoch Times
- Stuart Gregory (* 1946), australischer Rugby-Union-Spieler
- Syd Gregory (1870–1929), australischer Cricketspieler

#### T
- Thomas Watt Gregory (1861–1933), US-amerikanischer Jurist und Politiker
- Tom Gregory (* 1995), britischer Singer-Songwriter
- Tom Gregory (Schauspieler) (1927–2006), US-amerikanischer Radio- und Fernsehmoderator
- Tony Gregory (Fußballspieler, 1937) (1937–2021), englischer Fußballspieler und -trainer
- Tony Gregory (Musiker) (* 1946), jamaikanischer Musiker und Musikproduzent
- Tony Gregory (Fußballspieler, 1947) (* 1947), englischer Fußballspieler
- Tony Gregory (Politiker) (1947–2009), irischer Politiker
- Tony Gregory (Fußballspieler, 1968) (* 1968), englischer Fußballspieler

#### W
- Waldemar von Gregory (1854–1932), deutscher Generalleutnant
- William Gregory (fl. 1406–1414) (1406–1414), englischer Politiker
- William Gregory (Chemiker) (1803–1858), schottischer Chemiker
- William Gregory (1849–1901), US-amerikanischer Politiker
- William George Gregory (* 1957), US-amerikanischer Astronaut
- William Henry Gregory (1817–1892), anglo-irischer Politiker
- William King Gregory (1876–1970), US-amerikanischer Zoologe und Paläontologe
- William Mumford Gregory (1876–1974), US-amerikanischer Pädagoge, Geograph und Geologe
- William Voris Gregory (1877–1936), US-amerikanischer Politiker
- Wilton Daniel Gregory (* 1947), US-amerikanischer Geistlicher, Erzbischof von Washington, Kardinal

### Vorname

#### Einzelname
- Gregory († 1169), schottischer Geistlicher, Bischof von Dunkeld
- Gregory († 1195), schottischer Geistlicher, Bischof von Ross

#### Gregory
- Gregory Abbott (* 1954), US-amerikanischer Soulmusiker, Sänger, Komponist und Musikproduzent
- Gregory Aymond (* 1949), US-amerikanischer römisch-katholischer Erzbischof
- Gregory Bateson (1904–1980), angloamerikanischer Anthropologe, Biologe, Sozialwissenschaftler, Kybernetiker und Philosoph
- Gregory Benford (* 1941), US-amerikanischer Science-Fiction-Autor und Physiker
- Gregory Dobbs (* 1978), US-amerikanischer Baseballspieler
- Gregory Fields (* 1989), US-amerikanischer E-Sportler
- Gregory Gaynair (* 1961), deutscher Jazzpianist
- Gregory Hlady (* 1954), ukrainisch-kanadischer Schauspieler
- Gregory Isaacs (1951–2010), jamaikanischer Reggae-Sänger
- Gregory Itzin (1948–2022), US-amerikanischer Schauspieler
- Gregory Carl Johnson (Ray J; * 1954), US-amerikanischer Astronaut
- Gregory H. Johnson (* 1962), US-amerikanischer Astronaut
- Gregory Kelley (1944–1961), US-amerikanischer Eiskunstläufer
- Gregory L. Lucente (1948–1997), US-amerikanischer Romanist, Italianist und Literaturwissenschaftler
- Gregory Maguire (* 1954), US-amerikanischer Schriftsteller
- Gregory Mairs (* 1994), englischer Badmintonspieler
- Gregory Mathews (1876–1949), australischer Ornithologe und Sachbuchautor
- Gregory Mcdonald (1937–2008), US-amerikanischer Mystery-Schriftsteller
- Gregory Nicotero (* 1963), US-amerikanischer Maskenbildner, Filmregisseur, Filmproduzent, Drehbuchautor und Schauspieler
- Gregory O’Kelly (* 1941), australischer Jesuit und emeritierter Bischof von Port Pirie
- Gregory S. Paul (* 1954), US-amerikanischer Illustrator und Paläontologe
- Gregory Peck (1916–2003), US-amerikanischer Schauspieler
- Gregory Perler (* 1962), US-amerikanischer Filmeditor
- Gregory Piccionelli (* 1954 oder 1955), US-amerikanischer Rechtsanwalt
- Gregory Porter (* 1971), US-amerikanischer Sänger und Komponist des Jazz
- Gregory Ratoff (1897–1960), US-amerikanischer Schauspieler, Filmregisseur und Produzent
- Gregory Scholz (* 1981), deutscher Politiker (SPD)
- Gregory Smith (* 1983), kanadisch-amerikanischer Schauspieler
- Gregory Springer (* 1961), US-amerikanischer Ruderer, Silbermedaillen-Gewinner bei Olympia
- Gregory Tardy (* 1966), US-amerikanischer Jazz-Musiker (Bassklarinette, Tenorsaxophon)
- Gregory Vlastos (1907–1991), amerikanischer Philosoph
- Gregory B. Waldis (* 1967), Schweizer Schauspieler
- Gregory Alan Williams (* 1956), US-amerikanischer Schauspieler und Autor
- Gregory Yong Sooi Ngean (1925–2008), malaysischer Geistlicher und römisch-katholischer Erzbischof von Singapur
- Gregory Zalcman, belgischer Filmproduzent
- Gregory Zilboorg (1890–1959), US-amerikanischer Psychiater und Historiker der Psychiatrie

#### Grégory
- Grégory Baugé (* 1985), französischer Radrennfahrer
- Grégory Bettiol (* 1986), französischer Fußballspieler
- Grégory Carraz (* 1975), französischer Tennisspieler
- Grégory Coupet (* 1972), französischer Fußballspieler
- Grégory Engels (* 1976), deutscher Politiker
- Grégory Gachet (* 1976), französischer Skibergsteiger
- Grégory Gadebois (* 1976), französischer Schauspieler
- Grégory Hofmann (* 1992), Schweizer Eishockeyspieler
- Grégory Lemarchal (1983–2007), französischer Sänger
- Grégory Lorenzi (* 1983), französischer Fußballspieler
- Grégory Mallet (* 1984), französischer Schwimmer
- Grégory Privat (* 1984), französischer Jazzmusiker (Piano, Komposition)
- Grégory Saint-Géniès (* 1977), französischer Skeletonfahrer